# Audrey Tautou
Audrey Justine Tautou (Beaumont, 9 de agosto de 1976) é uma atriz francesa. Reconhecida na França por sua atuação em Vénus beauté (institut) (1999) que lhe rendeu o prêmio César de Atriz Revelação, ficou conhecida mundialmente por protagonizar a produção francesa O fabuloso destino de Amélie Poulain (2001), o blockbuster hollywoodiano O Código da Vinci (2006), e por ter interpretado a estilista francesa Coco Chanel no filme Coco Antes de Chanel (2009). Em 2009 foi garota-propaganda do perfume Chanel Nº 5.

## Primeiros anos
Tautou nasceu em Puy-de-Dôme, localidade de Auvergne e foi criada em Montluçon. Seu pai era dentista e sua mãe professora. Tem um irmão e duas irmãs menores que ela.[carece de fontes?]

## Carreira
Tautou disse que Meryl Streep, Paul Newman, Juliette Lewis, Jodie Foster e Julianne Moore são seus ídolos de atuação. Em 1998, Tautou participou de um casting em um canal de televisão francês, chamado "Jeunes Premiers", e ganhou na categoria Melhor Atriz Jovem no 9° Festival de Béziers. Depois participou do filme Venus Beauty Institute, pelo qual ganhou o César de Melhor Atriz Revelação. Em 2000 ganhou um Prix Suzanne Bianchetti por ser a atriz mais promissora de seu país.
Já sendo conhecida na França pelo seu trabalho em Venus Beauty Institute, em 2001, Tautou ganhou fama pela sua atuação na comédia romântica francesa Le Fabuleux Destin d'Amélie Poulain. Em junho de 2004, foi convidada para fazer parte da Academia de Artes e Ciências Cinematográficas de Hollywood, da qual é membro desde 1 de setembro de 2006.
Em 2005 trabalhou na sua produção de Hollywood ao lado de Tom Hanks na adaptação de O Código Da Vinci, interpretando a criptóloga Sophie Neveu. Também trabalhou ao lado de Gad Elmaleh em Hors de prix. Tautou disse que considera a França sua base no trabalho. Até disse em uma entrevista: "Sou uma atriz francesa. Não estou dizendo que nunca mais trabalharei em um filme que fala inglês, mas minha casa e minha carreira estão na França. Eu nunca me mudaria para Los Angeles.".
Em 2009, protagonizou Coco Chanel no filme Coco Antes de Chanel, de direção de Anne Fontaine, baseado no livro, L'Irrégulière, da jornalista Edmonde Charles-Roux.

## Vida pessoal
Seus autores preferidos são Victor Hugo, Oscar Wilde, Paul Auster, e Timothy Zahn; e seus poetas favoritos são Charles Baudelaire e Tristan Tzara.

## Filmografia
- 2013 - Casse-tête chinois
- 2013 - L'Écume des jours
- 2012 - Thérèse Desqueyroux
- 2011 - Delicacy (A delicadeza do amor)
- 2011 - Des vents contraires
- 2010 - De Vrais Mensonges (Uma doce mentira)
- 2009 - Coco Avant Chanel  (Coco Antes de Chanel)
- 2007 - Ensemble, c'est tout
- 2006 - Hors de prix (Amar não tem preço)
- 2006 - The Da Vinci Code (O código Da Vinci)
- 2005 - Les poupées russes
- 2004 - Un long dimanche de fiançailles
- 2003 - Las marins perdus
- 2003 - Nowhere to Go But Up
- 2003 - Pas sur la bouche
- 2002 - Dirty Pretty Things (Coisas belas e sujas)
- 2002 - L'auberge espagnole
- 2002 - À la folie… pas du tout (Bem-me-quer, mal-me-quer)
- 2001 - Dieu est grand, je suis toute petite
- 2001 - Le fabuleux destin d'Amélie Poulain
- 2000 - Le battement d'ailes du papillon
- 2000 - Le libertin (O pequeno dicionário de um libertino)
- 2000 - Voyous voyelles
- 2000 - Épouse-moi mon pote
- 1999 - Triste à mourir
- 1999 - Vénus beauté (institut)
- 1999 - Le boiteux: Baby blues (TV)
- 1998 - La vieille barrière
- 1998 - Chaos tecnique (TV)
- 1998 - Julie Lescaut (épisode "Bal masqué") (TV)
- 1998 - Bebés boum (TV)
- 1997 - Les Cordier, juge et flic (episódio: "Le crime d'à côté") (TV)
- 1997 - La vérité est un vilain défault (TV)
- 1996 - Coeur de cible (TV)

## Prêmios
- Recebeu uma indicação ao BAFTA de melhor atriz, por O fabuloso destino de Amélie Poulain (2001) e por Coco Avant Channel (2010)
- Recebeu três indicações ao César de melhor atriz por O fabuloso destino de Amélie Poulain (2001), por Eterno amor (2004) e por Coco Avant Channel (2010)
- Recebeu uma indicação ao European Film Awards de melhor atriz, por Eterno amor (2004)
- Ganhou o César de melhor revelação feminina, por Instituto de Beleza Vênus (1999)